# Rosca Edison

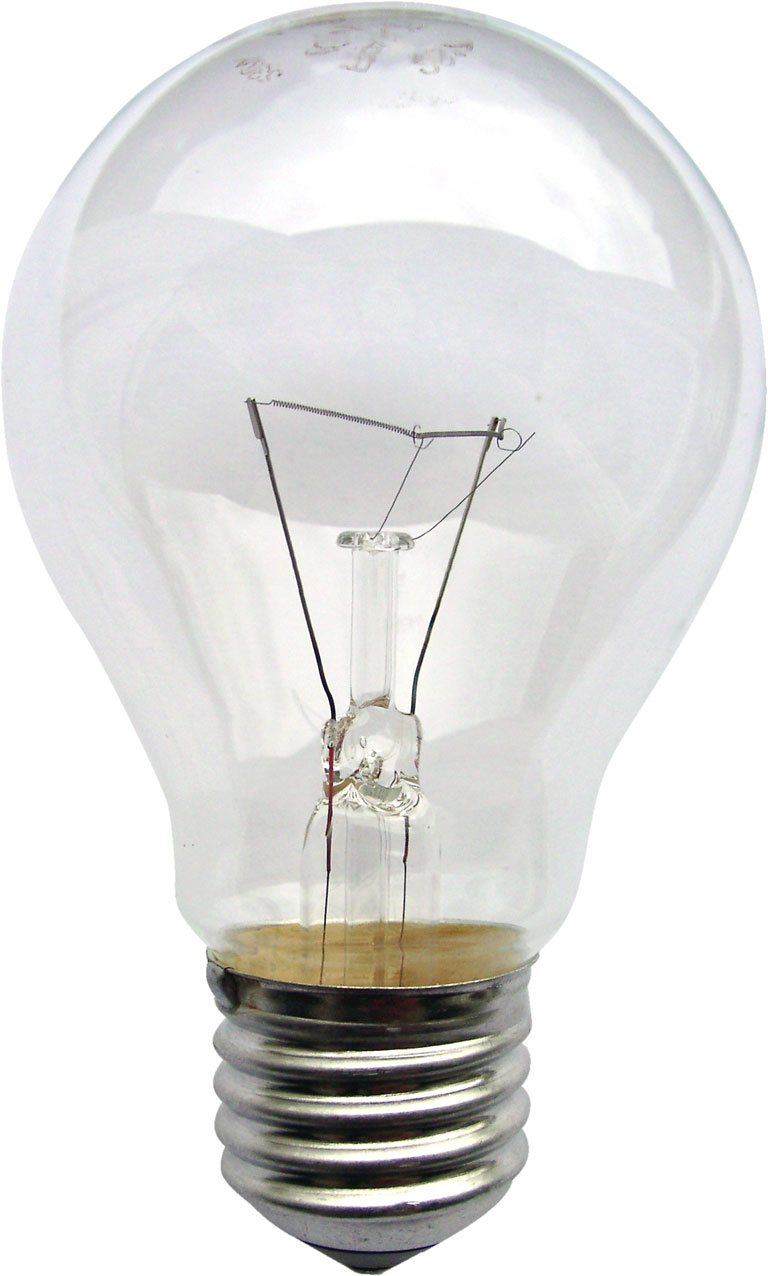
Una bombeta elèctrica de Corrent altern de 230 Volts amb Rosca Edison E27 (27 mm) mascle.

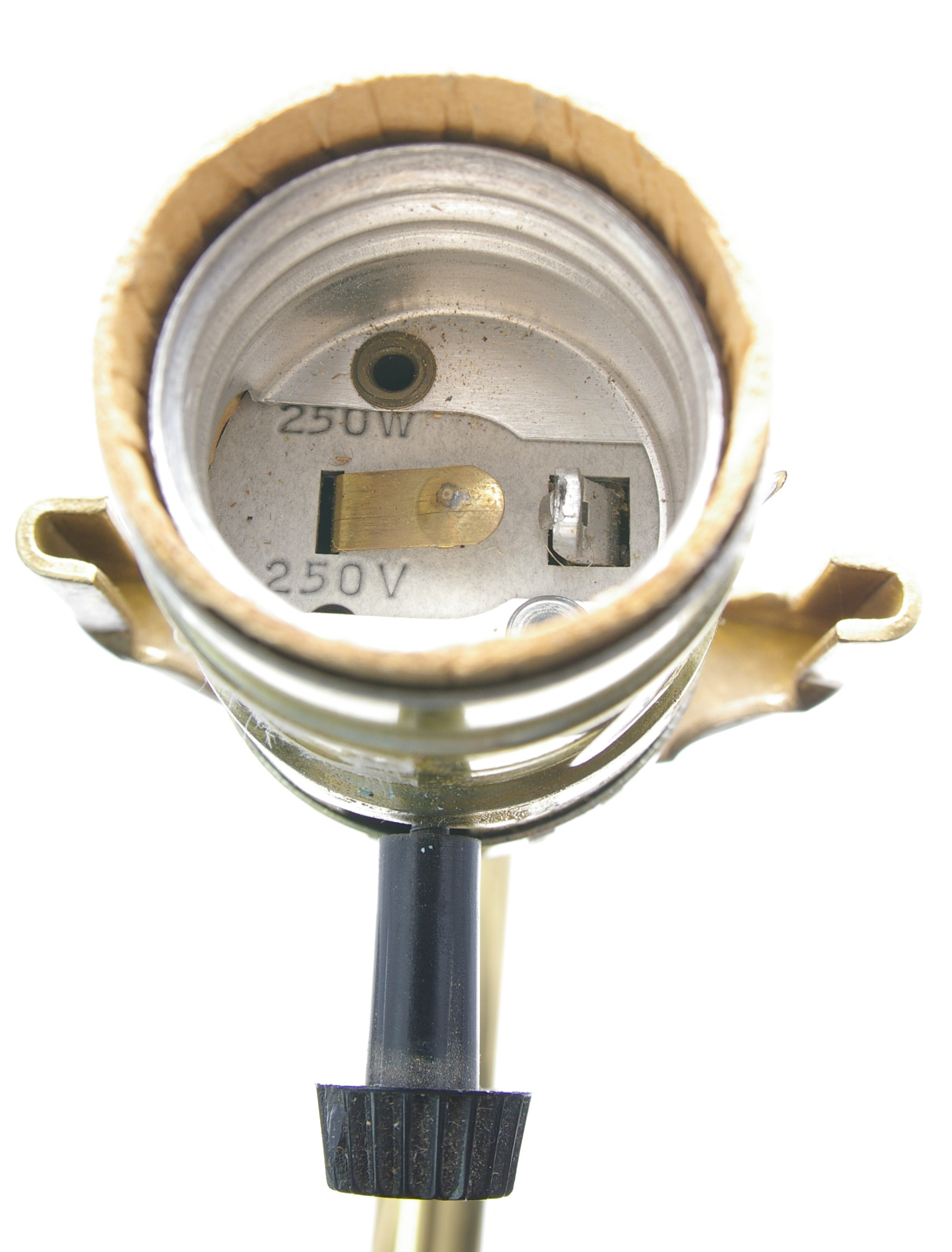
Un sòcol d'il·luminació de tres vies E26

L'acoblament Rosca Edison és el nom que rep el mecanisme d'ajust o de fixació d'una bombeta o Llum incandescent, desenvolupat per Thomas Edison en 1909 sota la marca  General Electric  (posteriorment Mazda).
Aquest tipus de connexió s'identifica per la designació Exx  on xx es refereix al diàmetre del connector en  mil·límetres. Així, per exemple, el codi E27 indica un connector de tipus rosca Edison que té un diàmetre de 27 mm i el codi E12 té un diàmetre de 12 mm.
Un sistema alternatiu a la rosca Edison és el sistema d'acoblament baioneta, molt usat per a les llums dels automòbils.

## Ús
Als Estats Units la mida estàndard de les làmpades d'ús genèric és E26. Altres mides emprades en làmpades petites són E12 per a canelobres i E10 per a bombetes d'ornamentació nadalenca. E17 també és freqüent en làmpades de sobretaula.
En la majoria dels països que fan servir 220-240 volts  AC com a corrent domèstica les mesures comunes són la E27 i la E14 mentre que a Amèrica del Nord les mesures estàndard són la E26, la E12, que és usada per accessoris de tipus canelobre i la E10, utilitzada per exemple per bombetes d'adorn com les  llums nadalenques. La mesura E17 és també comuna, especialment en algunes llums de taula. Per a aplicacions de major potència, com enllumenat públic i altres, s'utilitza la rosca E-40 o Goliat.
En làmpades d'alta potència, per damunt de 250 Watts, es fan servir mides més grans (E39, E40).

## Mesures del sòcol amb rosca Edison
| Tipus      | Mida ⌀   | Nom                                       | CEI                      |
| ---------- | -------- | ----------------------------------------- | ------------------------ |
| E5         | 5 mm     | Rosca Edison Lilliput (LES)               | CEI 60061-1 (7004-25)    |
| E10        | 10 mm    | Rosca Edison Miniatura (MES)              | CEI 60061-1 (7004-22)    |
| E11        | 11 mm    | Rosca Edison Mini-Canelobre (???)         | CEI 60061-1 (7004-6-1)   |
| E12        | 12 mm    | Rosca Edison Canelobre (CES)              | CEI 60061-1 (7004-28)    |
| E14        | 14-17 mm | Rosca Edison Petita (SES)                 | CEI 60061-1 (7004-23)    |
| E17 (110v) | 14-17 mm | Rosca Edison Petita (Intermèdia) (SES)    | CEI 60061-1 (7004-26)    |
| E26 (110v) | 26-27 mm | Rosca Edison (Mitjana d'una polzada) (ES) | CEI 60061-1 (7004-21A-2) |
| E27        | 26-27 mm | Rosca Edison (Mitjana) (ES)               | CEI 60061-1 (7004-21)    |
| E39        | 39 mm    | Rosca Edison Gegant (GES)                 |                          |
| E40        | 40 mm    | Rosca Edison Gegant (GES)                 | CEI 60061-1 (7004-24)    |

## Altres sistemes d'acoblament elèctric
- Biagulla
- Baioneta
- Lampista
- Portalàmpades